# Carl Vilhelm Rasmussen
Carl Vilhelm Rasmussen, född 21 oktober 1827 i Odense i Danmark, död 13 januari 1894 i Köpenhamn, var en dansk tidningsredaktör och journalist. Han var redaktör för bland annat tidskrifterna Figaro, Den nye Socialist och Social-Demokraten.
Rasmussen gifte sig med Jaquette Liljencrantz 1884, och i likhet med henne var han länge aktiv i Socialdemokratiet. På grund av sin kritik av Centralstyrelsen i partiet, och i synnerhet Louis Pio, hade hand dock blivit utesluten ur partiet 1876. Istället blev han redaktör för den satiriska tidskriften Figaro, där han vid flera tillfällen förlöjligade Liljencrantz. De kom dock senare att bli medarbetare som ansvariga utgivare för Den nye Socialist. Tidskriften tvingades dock lägga ner efter folketingsvalet i Danmark 1884, efter att det hade kommit fram att Liljencrantz gått till angrepp mot Peter Thygesen Holm, efter ekonomiskt stöd av Højres kandidat Carl Goos. Man menade att Rasmussen och Liljencrantz hade blivit helt främmande för Arbetarrörelsen.